# Katarina Juvančič
Katarina Juvančič, slovenska kantavtorica, glasbena kritičarka, etnologinja in kulturna antropologinja in sociologinja kulture, * 1977.
Deluje kot samostojna delavka v kulturi.

## Študij in znanstvena kariera
Študirala je na Filozofski fakulteti Univerze v Ljubljani, in sicer na Oddelku za etnologijo in kulturno antropologijo ter Oddelku za sociologijo kulture. Leta 2002 je diplomirala na Oddelku za etnologijo in kulturno antropologijo ter sociologijo kulture na Filozofski fakulteti z delom Kje so tiste stezice? Revitalizacija tradicionalnih godb na primeru Velike Britanije in Slovenije. Po diplomi se je strokovno izpopolnjevala na Škotskem (Moray College, Elgin). Od študijskega leta 2003/2004 do leta 2008 je kot mlada raziskovalka na OEIKA vodila Vaje iz folkloristike ter Vaje iz metodologije etnoloških in antropoloških raziskovanj. Terensko delo je opravljala v Sloveniji in od aprila 2003 do avgusta 2008 tudi na Škotskem. V letih 2003-2007 je sodelovala na številnih mednarodnih znanstvenih konferencah in simpozijih doma in v tujini (ZDA, Velika Britanija, Bosna in Hercegovina, Hrvaška ...). Svoje strokovne in znanstvene članke objavlja v domačih in tujih revijah, z raziskavo uspavank je sodelovala tudi v monografski publikaciji prestižne založbe Cambridge Scholars Press.

## Umetniško udejstvovanje
Od leta 2009 se posveča umetniškemu delu kot kantavtorica, glasbena kritičarka, pevka, esejistka, in z različnimi interaktivnimi oblikami podajanja znanj (delavnice uspavank, delavnice songwritinga) tudi kot mentorica-pedagoginja. Je ustanoviteljica iniciative Glasne: Iniciativa žensk v glasbi, ustavnovljene leta 2015.
V svojem delu se posveča obelodanjanju in krepitvi moči neslišnih, preslišanih, zatiranih glasov žensk, še posebej kot kantavtorica. Njena glasba črpa iz bogatega izpovednega sveta človeških usod in ženskih sentimentov ter gradi most med sodobnimi trendi in ljudskimi načini pesnjenja in senzibilnosti. Prav tako imajo mnoge njene pesmi družbeno angažirano noto. Besedila piše v slovenščini, angleščini in srbohrvaščini.
V sodelovanju s kitaristom Dejanom Lapanjo je ob številnih glasbenih gostih iz Slovenije in tujine posnela že tri odmevne ter med kritiško in poslušalsko srenjo dobro sprejete albume - Selivke (2012), Hope's Beautiful Daughters (2014) ter Vmesje (2017). Z Lapanjo sta prejemnika dveh nagrad (bronaste in srebrne) mednarodnega kantavtorskega festivala Kantfest. Koncertirala sta po Sloveniji, sosednjih državah (Hrvaška, Bosna in Hercegovina, Srbija, Avstrija), pa tudi po Škotskem, Irskem, v Angliji, Nemčiji, na Portugalskem, v Indiji, na Šri Lanki ter v Kirgistanu.
Kot glasbena kritičarka in esejistka aktivno sodeluje s spletnima revijama Nova muska in Odzven, objavljala pa je v številnih publikacijah, dnevnikih in revijah doma ter v Veliki Britaniji (Rough Guide To World Music; Songlines, The Living Tradition, The Shetland Times ipd.).

## Samostojni albumi
- Katarina Juvančič: Al že spiš? Ali kako uspavamo v Sloveniji - etnomuzikološki in dokumentarni posnetki uspavank (KUD Folk Slovenija), 2006.
- Dejan Lapanja: Ni časa za preroke (Sedvex, Slovenia), 2009. (tekstopiska)
- Katarina Juvančič& Dejan Lapanja: Selivke (Stray Cat Tunes), 2012.
- Katarina Juvančič& Dejan Lapanja: Hope's Beautiful Daughters (Stray Cat Tunes), 2014.
- Katarina Juvančič& Dejan Lapanja: Vmesje (Stray Cat Tunes), 2017.
- Katarina Juvančič et. al: Uspavanka v meni - Pesmi z delavnic uspavank (Stray Cat Tunes, 2018)

## Glasbene kompilacije in sodelovanja
- PEGG, Bob, TAYLOR, Bill. Out of the stones : music inspired by the archeology and history of Orkney. Orkney: Orkney Island Council, 2005. (instrumentalistka)
- Festival kantavtorstva - Kantfest 2008 (CEZAM, Ruše), 2008.
- Val 09: Imamo dobro glasbo (RTV, Slovenia), 2009.
- Novi Odmetnici (Brlog Records, Hrvaška), 2010.
- Rockerji pojejo pesnike (Subkulturni azil, Maribor), 2010.
- Festival kantavtorstva - Kantfest 2010 (CEZAM, Ruše), 2010.
- Etno Slovenia 2011: Glasbene poti – podolgem in počez/Music Routes - Highways and Byways (SIGIC), 2011.
- Festival kantavtorstva - Kantfest 2012 (CEZAM, Ruše), 2012.
- Bistro na rubu šume (spletna glasbena kompilacija pesmi mladih kantavtorjev iz prostora bivše Jugoslavije, izdana na Hrvaškem), 2013.
- Music for Maxwell (Cats Cradle; Will You Come Along With Me?; Valentine by a Telegraph Clerk), Attic Records, Orkney, Velika Britanija, 2014.
- Praprotnice - Upor (Češnjev cvet; Na kateri strani si?), Edinost, Rož, Avstrija, 2016.
- Ivan Škrabe - Dodirom Slobode (Napustite gradove - spremljevalni vokal), Mast produkcija, Zagreb, Hrvaška, 2018.